# Cheilly-lès-Maranges
Cheilly-lès-Maranges è un comune francese di 510 abitanti situato nel dipartimento della Saona e Loira nella regione della Borgogna-Franca Contea.

## Società

### Evoluzione demografica
Abitanti censiti